# Comté de Roussillon
Pour les articles homonymes, voir Roussillon.
760–1172
Entités précédentes :
- Émirat de Cordoue
- Comtés catalans

Entités suivantes :
- Principauté de Catalogne

Le comté de Roussillon est une ancienne principauté féodale située dans les Pyrénées orientales.

## Histoire du comté de Roussillon
Le nom du Roussillon viendrait de Château-Roussillon, site romain.
Le comté de Roussillon (en catalan comtat de Rosselló) serait apparu à l'époque wisigothique (Ve-VIIIe siècles) comme une subdivision administrative du royaume wisigoth. Ses limites correspondaient à la civitas Ruscinonensis antique (d'où il tient son nom), c’est-à-dire l'actuel département des Pyrénées-Orientales sans la Cerdagne ni le Capcir. Disparu à l'époque de l'invasion arabe en 721, le comté fut reconstitué au moment de la reconquête carolingienne, et fut intégré à la Marche d'Espagne, puis au marquisat de Gothie. Pour repeupler le Roussillon après la prise de Narbonne en 759 et la conquête de la Septimanie, les Carolingiens ont utilisé le système de l'aprision en faveur des réfugiés wisigoths espagnols. Le Roussillon est alors aux mains de comtes nommés ou reconnus par la monarchie franque, impériale (800-840) puis royale après le traité de Verdun (843) qui a attribué le Roussillon à Charles le Chauve. Mais cette tutelle se fait moins forte au cours du IXe siècle. Pour amener les comtes à participer à l'ost devant secourir le pape Jean VIII attaqué par les Sarrasins, Charles le Chauve a promulgué, entre le 14 et le 16 juin 877, le Capitulaire de Quierzy qui permet la transmission de la charge de comte à leur fils aîné et qui a été l'un des fondements juridiques de la future féodalité. Après la fin de la dynastie carolingienne, le comté est considéré comme un bien patrimonial qui passe au tout début du Xe siècle aux mains de la dynastie d'Empuries ou Ampurias. À ce moment, son territoire se réduit à la partie orientale de l'actuel département des Pyrénées-Orientales. La capitale de ce comté est d'abord Château-Roussillon, puis la ville de Perpignan. Le comté reste dans les mains de cette dynastie jusqu'en 1172, à la mort du comte Girard/Guisnard II de Roussillon, qui lègue son comté à son parent et suzerain le roi Alphonse II d'Aragon.
En 1204, le comté est donné en douaire à Marie de Montpellier par son mari le roi Pierre II d'Aragon. Toutefois, des dissensions s'élèvent vite entre les époux et, dès 1209, l'infant Sanche, oncle du roi Pierre, reçoit des droits sur le comté. En 1212, le fils de Sanche, Nuno Sanche, reçoit la seigneurie des comtés de Roussillon et de Cerdagne.
Le comté, autrefois territoire du marquisat de Gothie, n'est plus que sous la dépendance nominale du roi des Francs dont l'autorité est limitée jusqu'au XIIe siècle. Lors de la croisade des Albigeois, le roi d'Aragon Pierre II est vaincu et tué à la bataille de Muret en 1213. Cette défaite sera entérinée par le traité de Corbeil (1258) où le roi d'Aragon renonce à ses terres et son influence sur le Languedoc au profit du roi de France (mis à part Montpellier). Dans ce même traité, la France renonce au Roussillon.
À la mort de Nuno Sanche en 1241, les deux comtés passent par héritage à son petit cousin, le roi d'Aragon et comte de Barcelone   Jacques Ier le Conquérant.
En 1262, le roi Jacques Ier le Conquérant organise le partage successoral de ses possessions entre ses fils : le Roussillon, comme la Cerdagne sont destinés à son second fils, Jacques II de Majorque. À la mort du Conquérant en 1276, le Roussillon entre effectivement dans le royaume de Majorque. Mais en 1349, le roi Pierre IV d'Aragon annexe les territoires de son cousin Jacques III de Majorque, réintégrant le Roussillon dans la couronne d'Aragon.
Une querelle opposait le roi Jean II d'Aragon à son fils, Charles, prince de Viane, concernant la succession du royaume de Navarre après la mort de Blanche Ire de Navarre, en 1441. Charles de Viane aurait dû devenir roi de Navarre, mais son père qui était roi consort de Navarre, l'a évincé. Charles de Viane est soutenu par les Catalans. Jean II d'Aragon avait signé un pacte d'assistance avec Charles VII en 1457. Le dauphin, futur Louis XI soutient Charles de Viane, mais après la mort de Charles VII, le 22 juillet 1461, Charles de Viane meurt le 23 septembre 1461 avant que Louis XI ait signé avec lui un traité d'alliance. Louis XI a alors envoyé deux hommes de confiance en Catalogne pour discuter d'une offre de soutien avec la Généralité de Catalogne. Cette dernière déclina l'offre. Louis XI s'est alors retourné vers Jean II d'Aragon qui a accepté son soutien pour réduire le Principat bien qu'il ne se fasse aucune illusion sur la politique de son allié, mais il avait besoin de son appui pour faire face à une guerre civile menée par les Catalans. Par l'entremise de Gaston IV, comte de Foix, Louis XI et Jean II d'Aragon signent le traité de confédération d'Olite le 12 avril 1462, par lequel Louis XI reconnaissait les droits de Jean II d'Aragon, de Gaston V de Foix, fils d'Éléonore de Navarre, marié à Madeleine de France, sœur de Louis XI dans la succession de Navarre. Ils se rencontrent le 3 mai à Sauveterre et concluent un accord d'assistance mutuelle. Louis XI promet des troupes dont 700 lances pour un coût estimé à 200 000 écus payable par Jean II d'Aragon en deux annuités après la prise de Barcelonne. Le roi d'Aragon pouvait ensuite garder 400 lances dans ses royaumes d'Aragon et de Valence mais devrait payer 300 000 écus en trois annuités égales. Les revenus des comtés de Roussillon et de Cerdagne devaient servir d'hypothèque. Le traité de Bayonne signé le 9 mai 1462 sanctionne l'accord de Sauveterre en aggravant les termes. Les écus sont devenus les vieux écus de France en or pur, le premier paiement doit être fait trois mois plus tard, les châtelains de Perpignan et Collioure sont déliés de leur serment d'hommage au roi d'Aragon mais doivent garder les places pour le roi de France, puis, après la prise de Barcelone, le roi Jean II doit remettre à Louis XI les comtés de Roussillon et de Cerdagne avec tous ses droits, revenus, relever ses officiers, vassaux, sujets de leurs engagements jusqu'au remboursement complet des sommes dues. Cette clause restait valable même si Barcelone faisait sa soumission au roi d'Aragon avant l'intervention française. Ce traité est ratifié par le roi Jean II le 21 mai sous réserve de ramener le premier terme à six mois. Louis XI signe le traité amendé le 15 juin à Chinon. Gaston IV, comte de Foix, leva sa propre armée et rejoignit l'armée du roi à Narbonne. Louis XI avait envoyé 700 lances, soit 40% de son ordonnance, et 4 000 francs-archers et de l'artillerie. L'armée du comte de Foix franchit les Pyrénées le 21 juillet. Le soulèvement du Roussillon qui menaçait les arrières de l'armée royale a amené le roi à conquérir le pays. Pour ce faire, le roi a décidé la constitution d'une seconde armée de 600 lances commandée par Jacques d'Armagnac. Perpignan capitule le 8 janvier 1463. Le 2 mars 1463, Louis XI informe une ambassade de Perpignan qu'il a l'intention de réunir au royaume de France les comtés de Roussillon et de Cerdagne par son droit de conquête contre des sujets révoltés. Le reste du Roussillon et de la Cerdagne sont conquis les mois suivants. Le 16 juin, un député de Puigcerda prête serment à Louis XI. Cette conquête des comtés de Roussillon et de Cerdagne a dû être en partie financée par des prêts. Jean de Foix, captal de Buch et comte de Candale, est nommé « lieutenant pour le roi » pour les deux comtés. En 1469, Louis XI change d'alliance et soutient René d'Anjou appelé par les Catalans qui l'ont désigné roi d'Aragon et son fils, Jean II de Lorraine, duc de Calabre, qui fait son entrée dans Gérone le 1er juin 1469 avec Dunois, lieutenant du roi de France, Louis XI, mais le duc de Calabre meurt subitement en 1470. La position du roi Jean II s'est renforcée après le mariage d'Isabelle Ire de Castille et Ferdinand II d'Aragon qui prépare l'unité espagnole. Mais la réunion de forces hostiles à Louis XI, comprenant le royaume d'Aragon, le royaume d'Angleterre, l'État bourguignon et la république de Venise, va l'amener à rappeler des troupes en France. Il doit s'opposer à la révolte de Jean V d'Armagnac allié aux Anglais.
Charles VIII ayant l'intention d'occuper le royaume de Naples veut entamer la conquête de Naples en rendant ces comtés par le traité de Narbonne ou Barcelone signé le 19 juin 1493 par Charles VIII, avec Ferdinand II d'Aragon et Isabelle la Catholique contre leur promesse qu'ils ne forment pas d'alliance contre la France,. Le roi de France n'a pas exigé le remboursement des sommes prêtées par Louis XI et le roi d'Aragon n'a pas tenu ses engagements de ne pas entrer en guerre contre le roi de France.
En 1641, la Catalogne, grande perdante de l'union des couronnes d'Aragon et de Castille, se soulève contre le gouvernement central. La generalitat de Catalogne fait appel à Louis XIII, qu'elle proclame « comte de Barcelone, de Roussillon et de Cerdagne ». L'habile Richelieu  saisit alors cette occasion pour annexer le Roussillon et une partie de la Cerdagne. Le traité des Pyrénées de 1659 entérine cette conquête.

## Listes des comtes de Roussillon

### Comtes bénéficiers
- 812 - 832 : Gaucelm (mort en 834), également comte d'Empuries et marquis de Gothie[12]
- 832 - 835 : Bérenger de Toulouse, également comte et duc de Toulouse
- 835 - 843 : Bernard Ier de Septimanie également comte de Toulouse, de Narbonne et de Barcelone
- 843 - 848 : Sunyer Ier également comte d'Empuries
- 850 - 852 : Aleran de Troyes, également comte de Barcelone, de Narbonne et d'Empuries
- 852 - 857 : Odalric, également comte de Barcelone, de Gérone et d'Empuries
- 857 - 863 ; Sunifred Ier de Barcelone, également comte de Barcelone, de Gérone, de Narbonne et d'Empuries
- 863 - 878 : Bernard II de Gothie, également marquis de Gothie comte de Barcelone et de Narbonne
- 878 - 896 : Miron Ier le Vieux, frère de Guifred le Velu le fondateur de la Catalogne. Il était également comte de Conflent où il bâtit l'Abbaye Saint-Michel de Cuxa, en 879.
- 896 - 915 : Sunyer II également comte d'Empuries, fils de Sunyer Ier d'Empuries.

### Dynastie d'Empuries
- 915 - 916 : Bencion d'Empuries, fils de Sunyer II et gendre de Miron Ier.
- 916 - 931 : Gausbert d'Empuries, frère du précédent également comte d'Empuries
- 931 - 991 : Gausfred Ier d'Empuries également comte d'Empuries
- 991 - 1013 : Guislabert Ier
- 1013 - vers 1074 : Gausfred II
- 1074 - 1102 : Guislabert II
- 1102 - 1113 : Girard/Guisnard Ier
- 1113 - après 1121 : Arnaud Gausfred
- après 1121 - 1164 : Gausfred III
- 1164 - 1172 : Girard/Guisnard II, lègue le comté au roi d'Aragon

### Rois d'Aragon - Maison de Barcelone
- 1172- 1181 : Alphonse Ier également roi d'Aragon (sous le nom d'Alphonse II) et comte de Barcelone (sous le nom d'Alphonse Ier)

### Branche des Sanche
- 1181 - 1212 : Sanche Ier frère du roi Alphonse II, seigneur des comtés de Roussillon et de Cerdagne
- 1212 - 1241 : Nuno Sanche ou Sanche II, comte viager de Roussillon et de Cerdagne, un des conquérants de Majorque en 1229

### Rois d'Aragon - Maison de Barcelone
- 1241 - 1276 : Jacques Ier le Conquérant également roi d'Aragon, de Valence et de Majorque et comte de Barcelone

### Rois de Majorque
- 1276 - 1311 : Jacques II, également roi de Majorque, comte de Cerdagne et seigneur de Montpellier
- 1311 - 1324 : Sanche III, également roi de Majorque, comte de Cerdagne et seigneur de Montpellier
- 1324 - 1344 : Jacques III, dernier roi indépendant de Majorque, également comte de Cerdagne et seigneur de Montpellier, neveu du roi Sanche et fils de l'infant Ferdinand de Majorque, prince de Morée en Grèce

### Rois d'Aragon - Maison de Barcelone
- 1344 - 1387 : Pierre Ier le Cérémonieux, également roi d'Aragon (sous le nom de Pierre IV), de Valence (sous le nom de Pierre II) et de Majorque (sous le nom de Pierre Ier) de Sardaigne (sous le nom de Pierre Ier), comte de Barcelone (sous le nom de Pierre III)
- 1387 - 1396 : Jean Ier, également roi d'Aragon, de Valence, de Majorque (sous le nom de Jean Ier) et de Sardaigne, et comte de Barcelone
- 1396 - 1410 : Martin Ier l'humain, également roi d'Aragon, de Valence, de Majorque, de Sardaigne et de Sicile (sous le nom de Martin II), et comte de Barcelone

### Rois d'Aragon - Maison de Trastamare
- 1412 - 1416 : Ferdinand Ier, également roi d'Aragon, de Valence, de Majorque, de Sardaigne et de Sicile, et comte de Barcelone
- 1416 - 1458 : Alphonse II, également roi d'Aragon (sous le nom d'Alphonse V), de Valence (sous le nom d'Alphonse III), de Majorque (sous le nom d'Alphonse Ier), de Sardaigne (sous le nom d'Alphonse II), de Sicile (sous le nom d'Alphonse Ier) et des Deux-Siciles (sous le nom d'Alphonse Ier) et comte de Barcelone (sous le nom d'Alphonse IV)
- 1458 - 1461 : Jean II, également roi d'Aragon, de Valence, de Majorque, de Sardaigne et de Sicile, et comte de Barcelone

### Rois de France
- 1461 - 1483 : Louis XI, roi de France
- 1483 - 1493 : Charles VIII, roi de France

### Rois d'Aragon - Maison de Trastamare
- 1493 - 1516 : Ferdinand II, également roi d'Aragon, de Valence, de Majorque, de Sardaigne, de Castille (sous le nom de Ferdinand V) et de Sicile et des Deux-Siciles (sous le nom de Ferdinand Ier), et comte de Barcelone

Pour la suite voir la liste des monarques d'Espagne

### Rois de France
- 1641 - 1643 : Louis XIII, roi de France
- 1643 - 1659 : Louis XIV, roi de France. Après 1659, Louis XIV ni ses successeurs n'utilisèrent le titre de « comte de Roussillon et de Cerdagne ». En revanche ce titre figure toujours dans la grande titulature du roi d'Espagne.

## Évolution historique du comté de Roussillon

Le comté de Roussillon parmi les comtés pyrénéens au début du IXe siècle
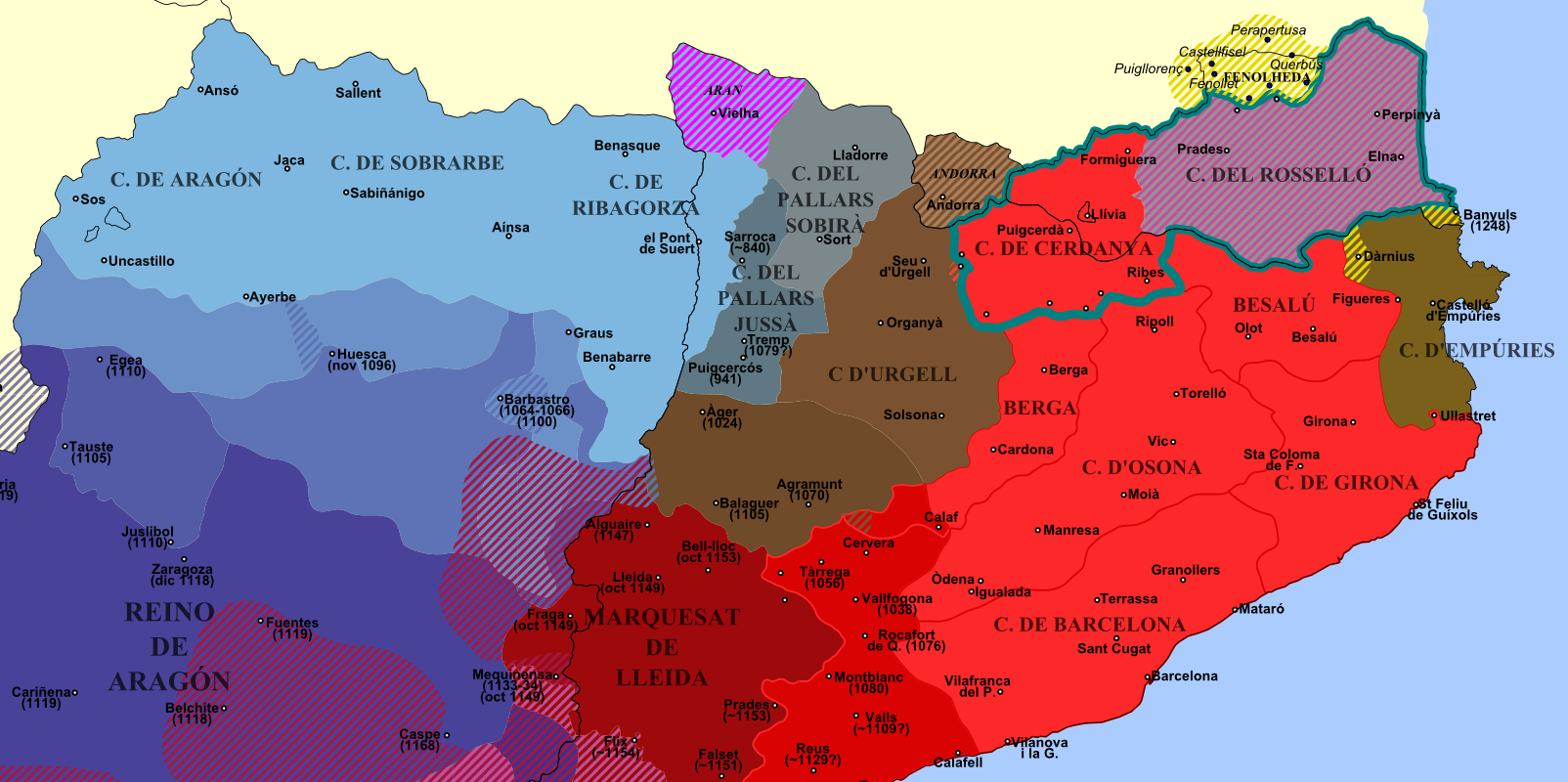
Les comtés des Pyrénées orientales aux XIe et XIIe siècles
Le comté de Roussillon, partie du comté de Barcelone (1130)
Le comté de Roussillon, dans le royaume d'Aragon, en 1180